# Pseudomys glaucus
Pseudomys glaucus är en utdöd däggdjursart som beskrevs av Thomas 1910. Pseudomys glaucus ingår i släktet australmöss och familjen råttdjur. IUCN kategoriserar arten globalt som utdöd. Inga underarter finns listade i Catalogue of Life.
Denna gnagare förekom i Australien i delstaterna Queensland och New South Wales. Artens främsta habitat var troligen skogar och andra områden med träd som kännetecknades av en undervegetation med buskar. Pseudomys glaucus utrotades troligen genom habitatförstöring. Arten jagades dessutom av introducerade tamkatter och kanske av rödrävar.